# Panhard Dyna Z
Panhard Dyna Z — легковий автомобіль, що виготовлявся французькою компанією «Панар» (фр. Société des Anciens Etablissements Panhard et Levassorт) у 1954—1959 рр.
Всього випущено 141 348 екземплярів (139 065 седанів, 548 кабріолетів, 1735 пікапів).
Як для свого часу мав ряд прогресивних і незвичних технічних рішень — легкий обтічний кузов, передній привід, повністю незалежну підвіску, 2-циліндровий опозитний двигун з повітряним охолодженням тощо.

## Історія

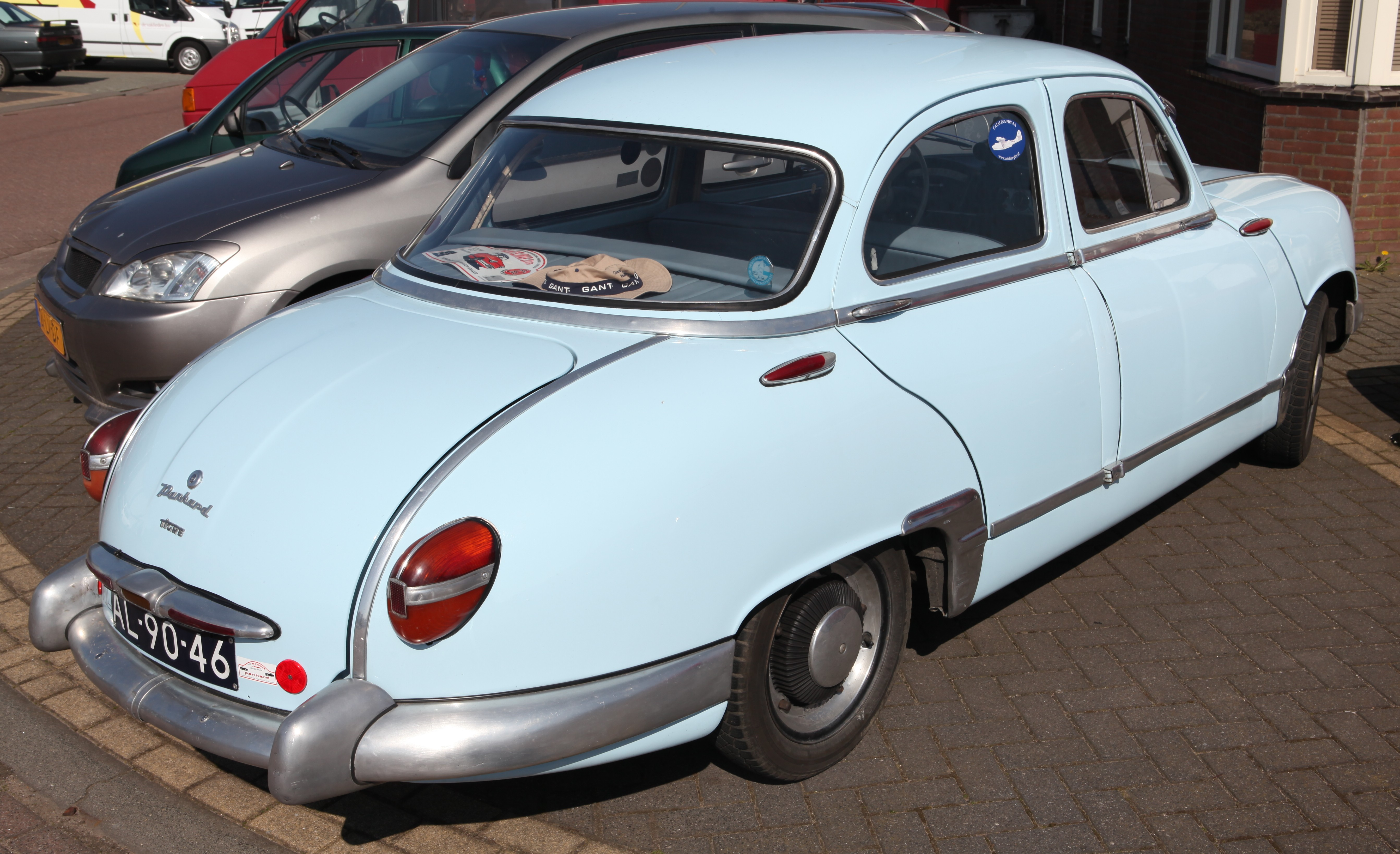
Бампера й інші декоративні деталі виконували з полірованого алюмінію. Хоч у процесі експлуатації вони мутніли, повторне полірування повертало їм блиск

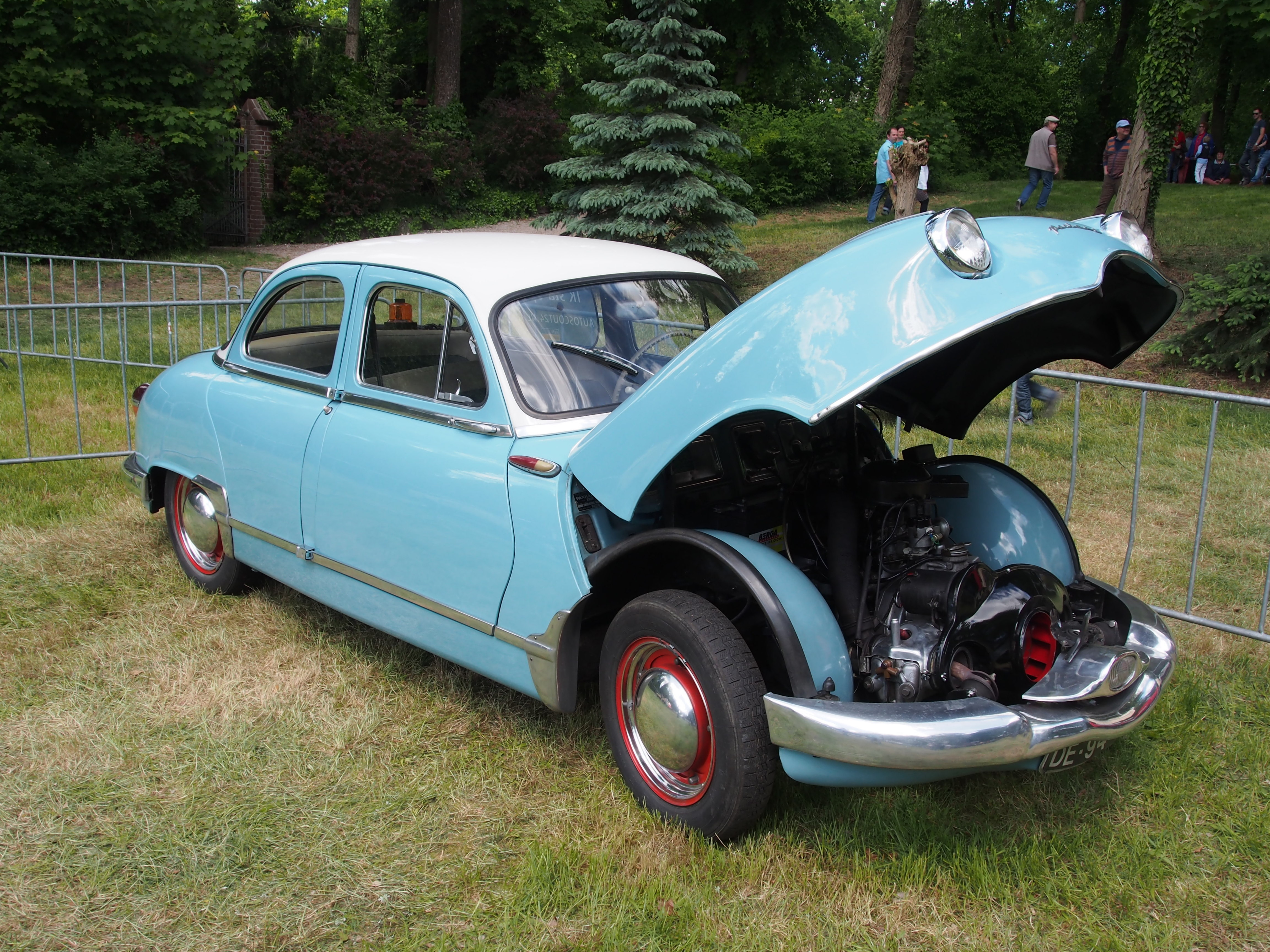
Багато елементів кузова були незвичними — об'єднаний з крилами капот, передні двері, що відкривались проти ходу, приховані декоративними молдингами зовнішні петлі дверей тощо

У 1950 р. розпочались роботи над проектом «Великого легкого автомобіля» (фр. Voiture Large et Légère), у якому мали б поєднатись місткий 6-місний кузов, прийнятні динамічні властивості з мінімальною масою та витратою палива. Таке суперечливе завдання вирішили широким застосуванням алюмінієвого сплаву в конструкції кузова.
Прем'єра легковика відбулась 17 липня 1953 р. у паризькому ресторані Les Ambassadeurs. Критики були у захваті від передових технічних рішень, хоча певний час в автомобіля були проблеми з якістю виробництва й надійністю, чому частково сприяла полегшена конструкція кузова і агрегатів.
Кузов мав сталеву тримальну основу, що складалась з двох порогів, з'єднаних між собою поперечинами та гофрованою панеллю підлоги, до котрої кріпились трубчасті підрамники. Решта кузова суттєвого навантаження не сприймала. Така конструкція дала змогу багато елементів кузова виконати з алюмінієво-магнієвого сплаву Duralinox, що як і усі подібні сплави мав хороші штампувальні властивості, легко зварювався та мав високу стійкість до дії атмосфери. Завдяки цьому знизилась вага — приблизно на 30 % у порівнянні з аналогічними моделями зі сталевими кузовами, а також центр маси автомобіля.
З літа 1954 р. численні дефекти кузова, що виявились у ході експлуатації (першочергово проблеми з міцністю та електрохімічною корозією алюмінію в присутності сталі), а також значний ріст цін на алюміній примусили компанію поступово переходити на сталь. Dyna Type Z2 стала важчою приблизно на 150 кг, що вимагало змін у підвісці. До 1958 р. з алюмінієвого сплаву виготовлялись тільки бампера, паливний бак та картери силового агрегату. Однак завдяки невеликій товщині сталевого листа (чому сприяла конструкція з тримальною основою) автомобіль залишався достатньо легким та динамічним як для свого часу та цільового ринку.
Ряд незвичних властивостей мав і двигун. Крім того, що він був 2-циліндровим опозитним, його колінчастий вал обертався на роликових підшипниках. Виконані разом з головками циліндри з'єднувались з алюмінієвим картером. У газорозподільчому механізмі (типу OHV) були торсійні (а не циліндричні) пружини клапанів, алюмінієві порожнисті штанги штовхачів, шевронні шестерні приводу розподільного вала. Система охолодження — повітряна (з ребрами на циліндрах, дефлекторами та осьовим вентилятором). Двигун відрізнявся значним рівнем шуму та низькою надійністю, ставши слабким місцем автомобіля.
Силовий агрегат розташовувався вздовж у передньому звисі, за межами колісної бази. Привід на передні колеса здійснювався через здвоєні карданні шарніри.
Підвіска усіх коліс була незалежна, передня: на двох поперечних ресорах, шкворнева, задня: на поздовжніх важелях, торсійна. Кермовий механізм — рейковий. Гальма — повністю барабанні з гідравлічним приводом. Колеса — бездискові, типорозмір шин 145—400.
Попри прогресивну конструкцію автомобіль не набув популярності. Наприклад, випуск подібного Peugeot 203 сягнув 700 тис. автомобілів — проти 140 тис. у Dyna Z. Крім того, зробивши ставку на широке застосування алюмінію виробник не врахував динаміки ціни на ринку цього матеріалу — якщо у післявоєнні роки через різке зниження випуску бойових літаків ціни на алюміній були низькими, то вже через 10 років їх рівень значно зріс, зробивши випуск автомобіля з алюмінієвим кузовом нерентабельним.
Складне фінансове становище «Панара» примусило його вступити у згоду з концерном «Сітроєн», підписану в квітні 1955 р. Поступово Citroën та його дочірня компанія Michelin викуповували частину активів «Панара», поки у 1965 р. не стали його єдиними власниками. Тим не менше, керівництво «Сітроєна» належно оцінило оригінальну модель, заповнивши нею нішу між бюджетним Citroën 2CV та представницьким Citroën DS.